# Gudalur (Nilgiris)
Gudalur (en tamil: கூடலூர் ) es una localidad de la India en el distrito de Nilgiris, estado de Tamil Nadu.

## Geografía
Se encuentra a una altitud de 1072 m s. n. m. a 495 km de la capital estatal, Chennai, en la zona horaria UTC +5:30.

## Demografía
Según estimación 2010 contaba con una población de 45 967 habitantes.